# Ardisia argentea
Ardisia argentea är en viveväxtart som beskrevs av Pitard. Ardisia argentea ingår i släktet Ardisia och familjen viveväxter. Inga underarter finns listade i Catalogue of Life.